# Aedes chamboni
Aedes chamboni är en tvåvingeart som beskrevs av Cornet 1967. Aedes chamboni ingår i släktet Aedes och familjen stickmyggor.
Artens utbredningsområde är Senegal. Inga underarter finns listade i Catalogue of Life.